# Ergasilus caeruleus
Ergasilus caeruleus är en kräftdjursart som beskrevs av C. B. Wilson 1911. Ergasilus caeruleus ingår i släktet Ergasilus och familjen Ergasilidae. Inga underarter finns listade i Catalogue of Life.